# George Foreman
Pour les articles homonymes, voir Foreman.
George Foreman, né le 10 janvier 1949 à Marshall (Texas) et mort le 21 mars 2025 à Houston (Texas), est un boxeur américain.
Boxant dans la catégorie poids lourds, George Foreman est notamment champion olympique en 1968 et champion du monde professionnel de la World Boxing Association (WBA) et de la World Boxing Council (WBC) de 1973 à 1974, avant de perdre son titre contre Mohamed Ali lors d'un célèbre combat organisé à Kinshasa, au Zaïre. Il redevient champion du monde de l'International Boxing Federation (IBF) et de la WBA, de 1994 à 1995, et est alors le champion du monde poids lourds le plus âgé. Membre de l'International Boxing Hall of Fame (IBHOF), il est considéré comme un des plus puissants punchers de l'histoire.

## Biographie

### Carrière amateur
George Edward Foreman a une enfance difficile dans le ghetto de Houston, au Texas, renvoyé de son école à l'âge de 15 ans. S’intéressant d'abord au Football américain, il se tourne finalement vers la boxe. Son premier combat amateur a lieu le 26 janvier 1967, il gagne les gants d'or de San Francisco le mois suivant. En mars 1968, il devient champion national, et le 21 septembre 1968, bat Otis Evans pour la sélection aux jeux olympiques de Mexico.
Dans la catégorie des lourds, il bat Ionas Chepulis en finale, arrêté par l'arbitre au 2e round, et remporte la médaille d'or. Juste après sa victoire, il reste sur le ring et brandit un petit drapeau américain. Quelques jours après l'émoi médiatique suscité par le geste des sprinteurs Tommie Smith et John Carlos qui, médaillés d'or et de bronze, brandissaient leur poing en l'air sur le podium la tête basse en signe de protestation contre la ségrégation aux États-Unis, celui de George Foreman est mal interprété. Le boxeur recevra de nombreuses critiques.

### Débuts professionnels

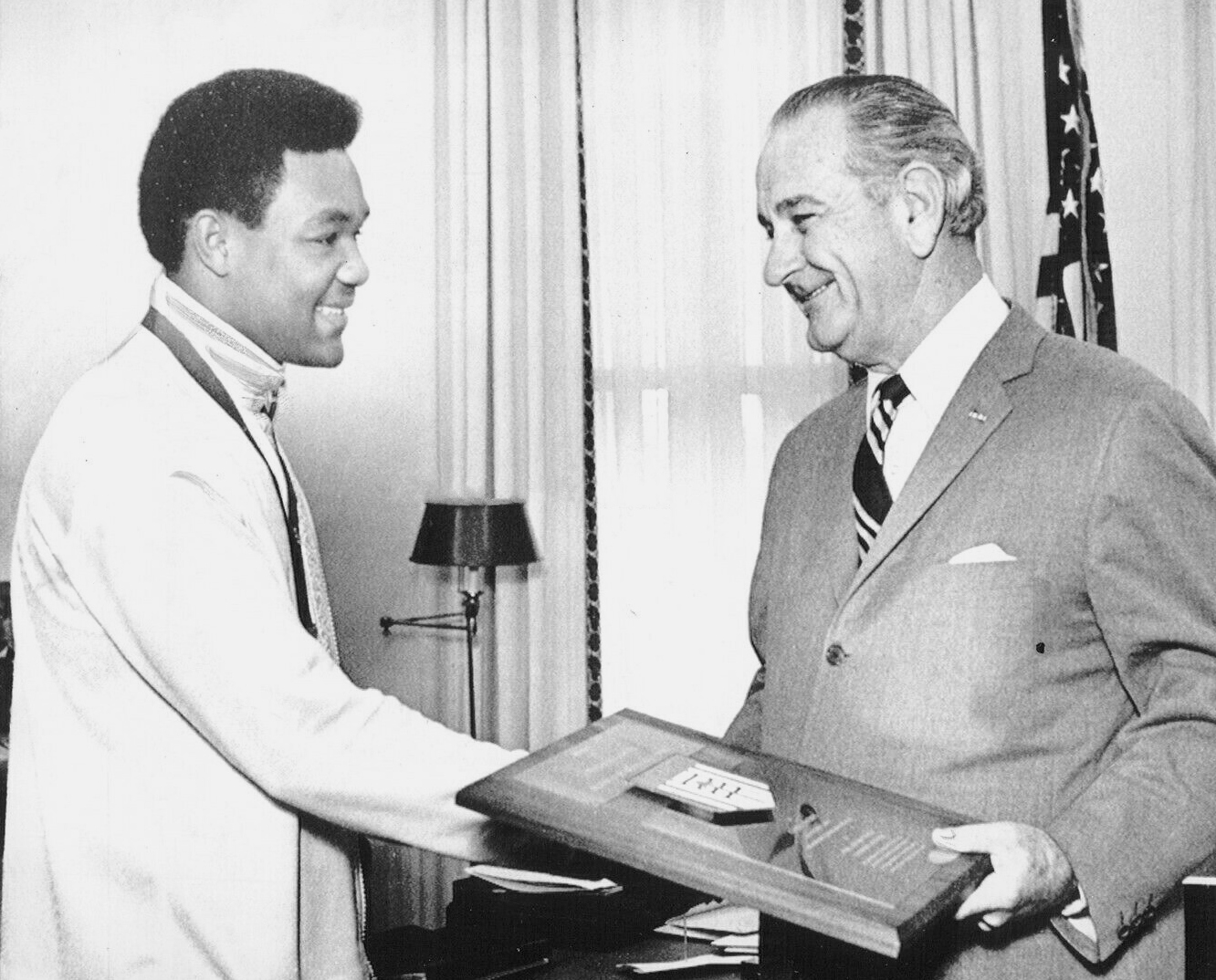
George Foreman et le président américain Lyndon B. Johnson (1968).

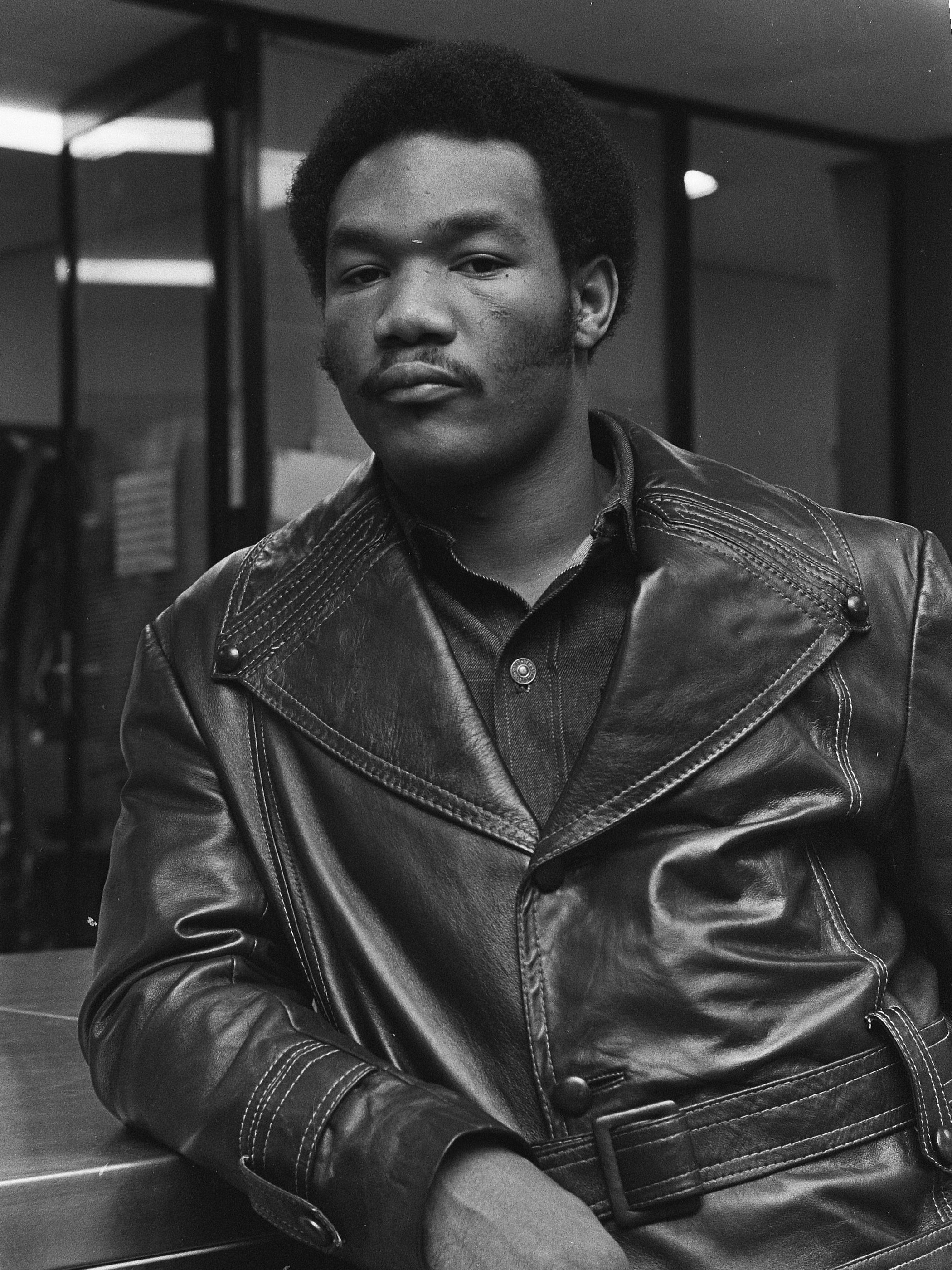
George Foreman à l'aéroport d'Amsterdam-Schiphol (1973).

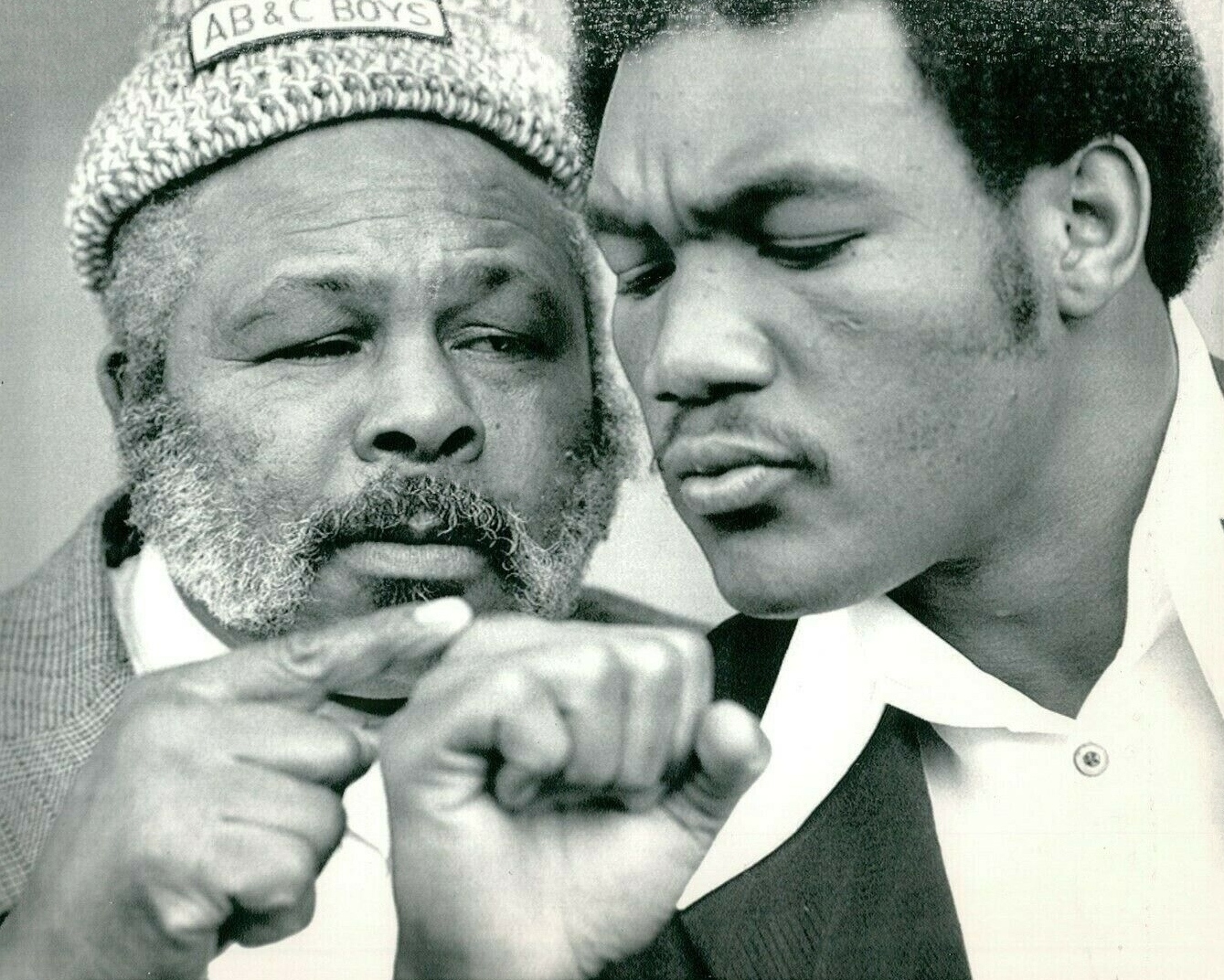
George Foreman avec le boxeur américain Archie Moore (1973).

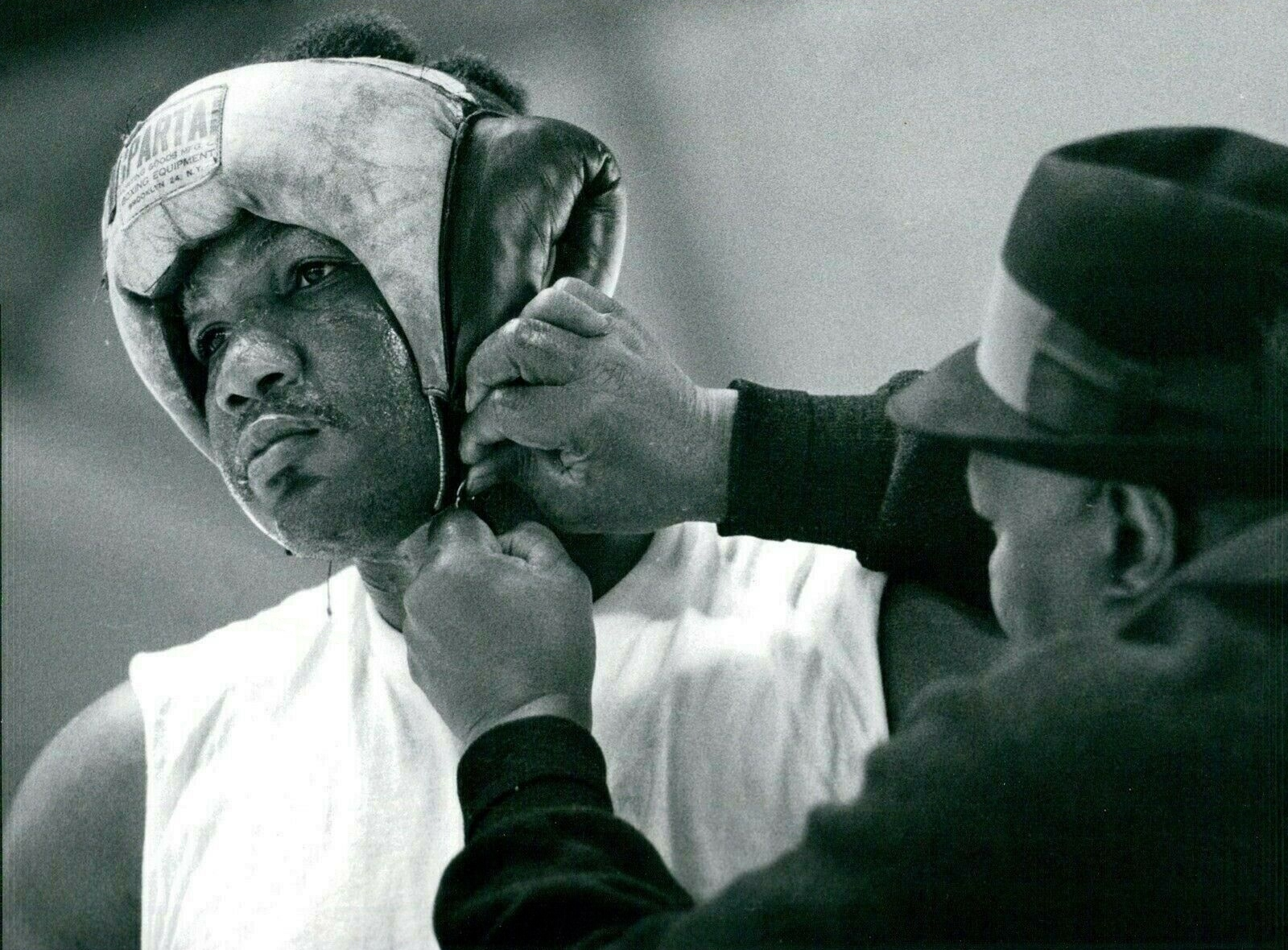
George Foreman avec son entraîneur Dick Sadler (1974).

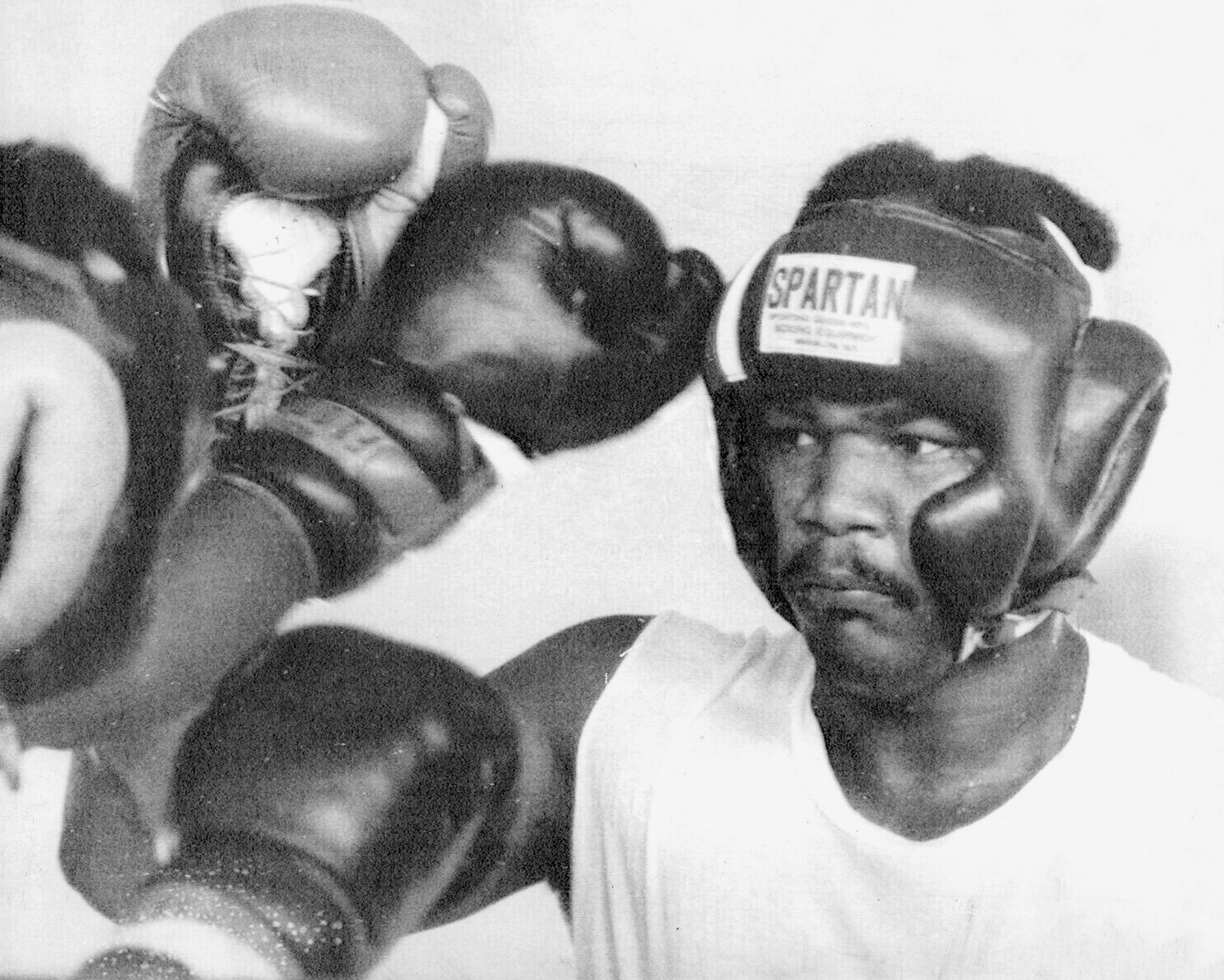
George Foreman lors d'un sparring à l'entraînement (1974).

Il commence sa carrière professionnelle l'année suivante. Entrainé par Dick Sadler et l'ancien champion des mi-lourds Archie Moore, Foreman se fait vite une réputation. Il fait ses débuts pros à 20 ans, le 23 juin 1969. Il combat 13 fois cette année là, principalement à New York et à Houston, son fief. Remportant tous ses combats, dont 11 avant la limite. Le 31 octobre, l’expérimenté Roberto Davila sera son premier adversaire à tenir jusqu'à la fin du combat, programmé en 8 reprises .
En 1970, il continue sa progression avec 12 victoires dont 11 KO. Il affronte une première fois Gregorio Peralta qui sera le seul à tenir 10 rounds sans aller au tapis.
Le 4 août, il combat George Chuvalo, boxeur réputé pour ses aptitudes à encaisser les coups, n'ayant jamais été mis KO, et qui avait résisté 15 rounds face à Ali. Au 3e round, Foreman le pilonne de coups, Chuvalo sans défense, son entraineur finit par l'arrêter. Foreman remporte sa 22e victoire. Le 18 novembre, il combat un autre espoir de la catégorie comptant 22 victoires pour une défaite, Boone Kirkman. Foreman envoie ce dernier à terre d'une droite au début du 2e round, et l'y renvoie pour le compte quelques instants plus tard.
Après plusieurs victoires, toutes par KO, il rencontre une seconde fois Gregorio Peralta en Californie le 10 mai 1971, pour le titre nord-américain NABF. Pour la première fois, un de ses combats est programmé pour 15 reprises, mais Foreman prend les commandes du combat : Il coupe Peralta dans le 3e round, le met en difficulté dans le 7e, et dans la 10e reprise, Peralta est compté debout par l'arbitre, puis arrêté.
Foreman fait ensuite une tournée à travers le Texas dont il est devenu le meilleur boxeur. À la fin de l'année 1971, il est classé challenger no 1 pour le titre mondial par les instances de la boxe. Il lui faudra pourtant patienter un an avant de rencontrer le champion du monde. En attendant ce combat, il affronte 5 adversaires en 1972 qu'il bat tous en 2 rounds, y compris le champion d'Argentine Miguel Angel Paez : personne ne résiste alors à son extraordinaire force de frappe. De mars 1970 à octobre 1972, il a enchainé 21 KO.

### Foreman contre Joe Frazier
George Foreman compte désormais 37 victoires, dont 34 par KO.
Le 22 janvier 1973 à Kingston en Jamaïque, il se retrouve face au champion du monde invaincu Joe Frazier encore auréolé de sa fameuse victoire contre Mohamed Ali en 1971, qui défend son titre pour la 5e fois. Foreman craint son adversaire et dès les premiers instants, il comprend que le crochet gauche du champion peut le vaincre à tout moment. Foreman fait alors tout pour mettre son adversaire KO le plus rapidement possible et pour le tenir à distance. Il le pousse avec ses deux bras, et grâce à son allonge supérieure, de nombreux crochets atteignent leur cible. Il envoie ainsi « Smoking Joe » au sol à trois reprises dès le 1er round.
Frazier est sauvé par le gong et peut récupérer. Il reprend le combat imperturbable mais Foreman lui assène de nouveaux uppercuts dévastateurs. L'un d'entre eux l'envoie à nouveau au sol. Il se relève difficilement en titubant et tournant le dos au challenger qui, d'un coup derrière la tête, le renvoie une cinquième fois au tapis. Frazier ne veut pas renoncer mais un nouveau crochet du droit le fait décoller du sol et l'envoie à terre une sixième et dernière fois. Joe Frazier, la bouche en sang, se redresse mais l'arbitre met fin au combat, Foreman est champion du monde, il s'agit de sa plus célèbre victoire. La rencontre est nommée combat de l'année Ring Magazine 1973.

### Foreman contre Ken Norton
Le nouveau champion remet son titre en jeu le 1er septembre 1973 à Tokyo, pour le premier championnat du monde des lourds organisé au Japon, contre José Roman qu'il bat facilement l'envoyant lui aussi à 3 reprises au sol dès le 1er round, mais Roman contrairement à Frazier ne se relève pas. Après 2 minutes, ce championnat du monde est à l'époque le plus rapide de l'histoire des lourds.
Le 25 mars 1974 à Caracas au Venezuela, Foreman affronte un adversaire plus sérieux : Ken Norton, le challenger no 1. Le premier round est peu actif et Norton, très prudent, tourne autour de Foreman sans prendre de risque. Au round suivant, le combat prend une autre tournure. Norton subit les enchaînements dévastateurs du champion qui a compris qu'en laissant durer le combat, il risquait de se faire battre à l'usure. Norton tombe à la renverse dans les cordes et l'arbitre le compte. Il se relève et recule. Foreman le poursuit pour le renvoyer contre les cordes et les genoux au sol. L'arbitre est surpris et commet l'erreur de ne pas compter Norton. Foreman l'achève d'un uppercut, le challenger se relève avec difficulté mais son entraîneur jette l'éponge. Avec ce combat, Foreman atteint son apogée, ayant enchainé 40 victoires dont 37 par KO. Comme Joe Louis ou Rocky Marciano, il aurait pu avoir un règne long jalonné de nombreuses victoires, mais Mohamed Ali croisa sa route.

### Foreman contre Mohamed Ali
Le nouveau promoteur Don King organise un championnat du monde entre Foreman et Mohamed Ali dans l’actuel stade Tata-Raphaël (appelé « Stade du 20 mai » à l’époque) à Kinshasa, au Zaïre. The Rumble in the Jungle (en français : Le combat dans la jungle) est le premier championnat du monde à être organisé en Afrique. Mobutu Sese Seko, le président de la République du Zaïre, offre 5 millions de dollars à chacun des deux adversaires. Ali, qui contrairement à Foreman a toujours soutenu la cause des noirs, devient vite le favori de la population zaïroise. Foreman, considéré comme une brute et plus distant avec les médias (tout le contraire de son adversaire), souffre de son manque de popularité et d'être relégué dans le rôle du « méchant » alors qu'il détient le titre.
Ali doit ses deux seules défaites à Frazier et à Norton (l'un l'a envoyé au sol, l'autre lui a cassé la mâchoire, les deux ont emporté aux points les combats allant à leur terme) et s'il a réussi à prendre sa revanche, ce fut aux points et dans les deux cas le combat fut très disputé. Quand on sait ce qui est advenu à Frazier et Norton lors de leur rencontre contre Foreman, la presse ne se fait pas d'illusion sur les chances d'Ali donné sur le déclin, moins rapide qu'avant, gagnant moins par KO qu'autrefois. À 32 ans, certains journalistes imaginent déjà que ce combat sera son dernier contre le jeune champion de 25 ans.
Conscient de la situation, Ali étudie le style de Foreman et ses victoires précédentes. Il comprend que pour battre ce colosse, il ne faut pas l'attaquer d'entrée de jeu avec agressivité sous peine de finir KO mais l'obliger à boxer plus de 5 rounds pour le fatiguer : Foreman l'emportant généralement par KO dans la première moitié du combat, il est peu habitué aux longs affrontements, contrairement à Ali routinier des combats qui durent 12 ou 15 rounds. Alors qu'il travaille son endurance en parcourant Kinshasa en footing sous les acclamations du public, Foreman s'entraîne simplement à frapper au sac, persuadé qu'il viendra à bout facilement de l'ex-champion vieillissant. Ali lance une véritable opération de désinformation aux médias en racontant à qui veut l'entendre qu'il va « danser » sur le ring comme jamais et battre Foreman par sa vitesse et sa mobilité exceptionnelles. Très peu de gens remarquent qu'il se laisse enfermer dans les cordes et frapper durement par ses sparring-partners pour s'entraîner à résister à la douleur.
Le 30 octobre 1974, dans un stade rempli par 100 000 spectateurs, Ali remporte un premier round très acharné. Mais brutalement, au début du 2e round, il se laisse coincer dans les cordes et encaisse les crochets du champion, tout en prenant soin de ne pas baisser sa garde. Au troisième round, il est encore debout. Sa stratégie apparaît alors : laisser Foreman se fatiguer. Si celui-ci matraque avec puissance, la plupart de ses coups finissent dans les bras et les gants d'Ali au lieu d'atteindre son torse et son visage. En revanche, les contres de ce dernier font souvent mouche et il en rajoute dans les provocations pour énerver Foreman. Progressivement, Foreman est dominé et continue à se fatiguer, obstiné dans sa stratégie. Toujours dangereux, il réussit néanmoins quelques bons coups mais Ali, sur une nouvelle série d'enchaînements, l'envoie au sol au huitième round. Pour la première fois de sa carrière professionnelle, Foreman est à terre et est compté KO (il se relève une seconde après la fin du décompte). Ali reprend son titre et met ainsi fin au règne de 21 mois de son adversaire.
Jusqu'ici invaincu avec 40 victoires, Foreman a subi sa plus grande défaite. Il ne sera plus jamais mis KO. Ironiquement, c'est là son combat le plus connu du public. Frustré des moqueries d'Ali, il n'accepte pas sa défaite et accuse son adversaire d'avoir fait détendre les cordes du ring et de l'avoir empoisonné. Plus tard, il reconnaîtra avoir cherché des excuses et qu'Ali lui était supérieur. Déprimé, Foreman ne fait pas un seul combat en 1975 et se consacre à quelques exhibitions.

### Foreman contre Ron Lyle
En 1976, il fait son retour contre Ron Lyle à Las Vegas, pour le gain de la ceinture nord-américaine NABF. Lyle est, comme l'ex-champion, un boxeur très musclé et puissant. Ce combat est avant tout un défi physique entre les deux détenteurs de la plus importante force de frappe des années 1970. Foreman n'a plus boxé depuis un an et cherche par cette victoire une chance de rencontrer Ali à nouveau. Ron Lyle semble s'adapter mieux que lui à l'adversaire. Lors de sa rencontre contre Ali l'année précédente, le champion avait utilisé la même stratégie que contre Foreman mais Lyle n'était pas tombé dans le piège, obligeant Ali à boxer au centre. Il perdit certes le combat mais après avoir mis son illustre adversaire en difficulté.
Dès le premier round, le ton est donné. Les deux boxeurs frappent en puissance. La violence est telle qu'après trois rounds ils apparaissent épuisés. Au quatrième round, Lyle envoie Foreman au tapis. Celui-ci l'envoie au sol à son tour sous les acclamations d'un public en délire. À la fin du round, Foreman retourne au sol, à genoux, le visage par terre (où il laisse une trace de sang). Le combat semble fini mais il parvient finalement à se relever. Au cinquième round, Foreman frappe sans arrêt sans se protéger et parvient à mettre KO Lyle. Ce combat est élu combat de l'année 1976 par Ring Magazine.

### Fin de première carrière
Foreman continue sa carrière en espérant reprendre son titre, une opportunité qui ne se présentera pas, notamment parce qu'Ali ne souhaite pas lui accorder une revanche.
Le 15 juin 1976, il accorde une revanche à Joe Frazier. Frazier ayant retenu la leçon de sa précédente défaite contre Foreman bouge et ne cherche pas immédiatement l'affrontement direct contre son opposant. Mais à la 5e reprise, Foreman l'envoie à terre à deux reprises, Eddie Futch arrêtant Frazier à la suite du 2e knock down.
Foreman conclut l'année 1976 en battant Scott LeDoux par KO technique en 3 rounds, et l'invaincu John Dino Denis en 4. Le 22 janvier 1977, Foreman bat Pedro Agosto par KO technique au 4e round.
Le 17 mars 1977, il affronte Jimmy Young, un boxeur qui a perdu aux points contre Ali et Norton l'année précédente. Foreman met Young en difficulté, notamment dans le 7e round où Young reconnaitra avoir été au bord du KO. Mais ce dernier, techniquement bien préparé, remporte des rounds, et Foreman ayant été pénalisé d'un point au 3e round, met un poing à terre au dernier round. Ces points perdus lui font perdre le combat sur les cartes des juges.
Dans les vestiaires, George a une vision de Jésus et l'impression de renaître. Son entraineur Gil Clancy l'attribuera à la déshydratation. Foreman prend néanmoins sa retraite à 28 ans, avec un palmarès de 45 victoires et 2 défaites, et devient pasteur. Les journalistes, qui le trouvent trop jeune pour se retirer des rings, sont sévères avec lui et l'accusent de lâcheté, mais Foreman n'en démord pas et change de personnalité. Autrefois égoïste, il dépense sa fortune pour bâtir un centre d'aide aux jeunes en difficulté à Houston ainsi qu'une église.

### Retour tardif vers les sommets
Après quelques années, Foreman est à court d'argent. En mars 1987, à 38 ans, dix ans presque jour pour jour après son dernier combat, George Foreman fait son retour en boxe, alourdi de plus de quinze kilos. Pour quelques milliers de dollars, il affronte des boxeurs inconnus, et affirme à terme vouloir redevenir champion du monde. Après un arrêt de carrière aussi long, personne ne le prend alors au sérieux. Mais si ses réflexes et sa vitesse ont baissé en raison de son âge, son surpoids et son inactivité, il conserve d'autres qualités : sa puissance de frappe est intacte, sa défense est perfectionnée, et son expérience l'a rendu plus sage et clairvoyant. Ainsi, de mars 1987 à février 1988, il remporte sept combats consécutifs, aucun de ses adversaires n'allant au-delà du 6e round.
Il boxe à travers toute l'Amérique et devient très populaire, le crâne rasé, souriant, sous le nouveau surnom de « Big George », autrefois considéré comme quelqu'un d'impitoyable et fréquemment hué lors de ses apparitions. Sa force intacte commence à être remarquée lorsque le 19 mars 1988, il combat l'ancien champion du monde des lourds-légers Dwight Muhammad Qawi. Pour son premier vrai test, Foreman est redescendu à un poids de 106 kilos, ce qui reste le poids le plus bas de sa deuxième carrière. Qawi fait un bon premier round, lançant de puissants crochets. Mais bien que Qawi réussisse à placer quelques coups lourds épars dans les rounds suivants, il perd vite en mobilité et Foreman prend bientôt le contrôle du combat. Dans le 7e round, Qawi ayant pris beaucoup de coups souhaite visiblement abandonner, tournant le dos à Foreman après avoir encaissé un crochet droit, l'arbitre arrête le combat.
Il combat encore six fois en 1988, pour six victoires par KO, aucun adversaire n'ayant dépassé la 4e reprise.
La qualité de ses opposants est toujours variable, mais il bat également des boxeurs plus sérieux comme Tony Fulilangi en octobre 1988, ou Bert Cooper en juin 1989. En 1989, à 40 ans, il est à nouveau classé dans le top 20 mondial. Foreman a combattu dix-neuf fois dans les années 1980, seul Evertt Martin a été au terme du combat (en dix rounds), bien qu'il ait été envoyé à terre d'un uppercut dans la huitième reprise.
Le 15 janvier 1990, Big George est opposé à Gerry Cooney, ancien challenger mondial, reconnu pour son punch, qui fait son retour après trois ans d'absence. Foreman est sérieusement touché par un crochet gauche au 1er round mais, au 2e round, il fait subir à Cooney un lourd KO, l'ayant envoyé deux fois à terre. Cette victoire spectaculaire le remet au-devant de la scène, son punch lui permettant de gagner contre n'importe qui sur un seul coup. Il demande à Don King d'affronter Mike Tyson qui vient de perdre son titre contre James Douglas mais le manager de Tyson se montre réticent compte tenu des aptitudes hors normes de Foreman.
Il combat quatre autres fois en 1990, battant notamment le champion d’Amérique du sud Adilson Rodrigues en deux rounds.

### Foreman contre Evander Holyfield
Revenu dans le top 10, il peut concrétiser son rêve de combattre à nouveau pour le titre, en affrontant le champion du monde incontesté, Evander Holyfield le 19 avril 1991 à Atlantic City. Invaincu et 14 ans plus jeune, Holyfield est donné favori à 3 contre 1. Foreman est pour l'occasion entrainé par Angelo Dundee, l'entraineur d'Ali.
Si Foreman parvient à placer son jab efficacement, il peine à placer des coups puissants et à contrer un Holyfield plus mobile, ce dernier touchant l'ancien champion à de nombreuses reprises, particulièrement dans les 3e et 7e rounds. Foreman résiste, remporte plusieurs rounds, et à plusieurs reprises après avoir été mis en difficulté, surprend en repassant à l'attaque. À l'issue des 12 rounds, il perd néanmoins aux points par décision unanime des juges. À 42 ans, il ressort pourtant grandi de ce combat, ayant tenu jusqu'au bout, sa réputation d'encaisseur n'étant plus à faire. Holyfield dira après sa carrière que Foreman est le boxeur qui l'a frappé le plus fort, devant Riddick Bowe et Mike Tyson.

### Vers une nouvelle chance mondiale
Revenu vers les sommets des classements et s'étant renfloué, Foreman combat plus rarement, mais continue à gagner. Le 7 décembre 1991, il bat le boxeur invaincu Jimmy Ellis, homonyme de l'ancien champion du monde, arrêté par l'arbitre au 3e round. Le 11 avril 1992, il connait son combat le plus difficile depuis son retour 5 ans plus tôt : il est opposé au jeune puncher Alex Stewart. Foreman envoie Stewart au sol deux fois dans la 2e reprise et manque d'en finir très vite, mais Stewart résiste et touche l'ancien champion fréquemment. Si Foreman ne semble jamais proche d'aller à terre, il finit le combat le visage boursouflé, et l'emporte aux points grâce à l'avance prise en début de combat avec ses deux knock down.
Le 16 janvier 1993, il est opposé au sud-africain Pierre Coetzer. Coetzer démarre bien le combat, Foreman étant peu actif dans les deux premières reprises. À partir de la 3e, Foreman prend le contrôle du combat, envoyant son adversaire à terre dans le 4e round, et, préoccupé par la santé de Coetzer saignant abondamment, il demande à l'arbitre Joe Cortez d'arrêter le combat. Le combat va jusqu'au 8e round, Foreman envoie une nouvelle fois Coetzer à terre, l'arbitre arrête le combat.
Le 7 juin 1993, il a une nouvelle occasion de redevenir champion du monde, en s'emparant du titre WBO vacant, contre Tommy Morrison, assez jeune pour être le fils de Foreman, étant de 20 ans son cadet. Morrison évite l'affrontement direct, et tourne autour de Foreman pour profiter de sa vitesse. Foreman parvient à le toucher plus efficacement qu'Holyfield deux ans plus tôt, mais à l'issue des 12 rounds, Morrison s'impose aux points. Cette nouvelle défaite aux points semble indiquer définitivement la fin de sa carrière.

### Plus vieux champion du monde de l'histoire contre Michael Moorer
Pourtant, Foreman s'accroche toujours car s'il cherche à redevenir champion, c'est avant tout pour exorciser le souvenir de sa défaite contre Ali, ayant avoué en faire des cauchemars. Un an et demi après son combat contre Morrisson, le 5 novembre 1994, sans être remonté sur le ring entretemps, ce qui conduira les observateurs à se demander s’il mérite bien cette chance, Foreman est opposé au champion du monde WBA et IBF Michael Moorer à Las Vegas. Bien que redescendu à 112,5 kilos, son poids le plus bas depuis 6 ans, les chances sont minces pour Big George, âgé de 45 ans, de battre le nouveau champion. Moorer a 27 ans, est invaincu en 35 combats, dispose d'une forte puissance de frappe, et a récemment battu Evander Holyfield, il est donné favori à 3 contre 1.
Moorer utilise d'abord la même tactique qu'Holyfield et Morrisson, éviter le combat rapproché et utiliser sa vitesse, mais après plusieurs rounds, se rapproche pour se battre au corps à corps. Foreman touche Moorer, mais est lui-même touché plus souvent encore. Après 9 rounds, l'entraineur de Foreman, Angelo Dundee, l'exhorte à être plus offensif, étant en retard sur les cartes des juges. En effet, Moorer dispose d'une avance suffisante sur les cartes de 2 des 3 juges pour conserver le titre même en perdant les 3 derniers rounds. Il ne baisse pourtant pas la cadence.
Foreman le surprend alors dans le 10e round : un jab du gauche suivi d'une droite touchent Moorer, un autre jab du gauche suivi d'un direct du droit envoient à terre Moorer qui ne parvient pas à se relever. Presque 20 ans jour pour jour après son combat en Afrique, Foreman s'est enfin remis de sa défaite contre Ali. Après l'arrêt du combat par l'arbitre, il aura un regard vers le ciel et s'agenouillera en prière dans le coin du ring, au milieu d'un public en liesse. Sa victoire est nommée KO de l'année et Come-back de l'année par Ring Magazine. Ce sera le dernier KO de la carrière de Foreman.
Il a détenu le record du plus vieux boxeur à avoir gagné un titre de champion jusqu'en 2011 où Bernard Hopkins l'est devenu à 46 ans, 4 mois et 6 jours ; toutefois il reste le plus vieux poids lourd à avoir conquis un titre de champion du monde.

### Dernières années
Foreman perd sa ceinture WBA en refusant d'affronter le challenger no 1 Tony Tucker, mais reste champion IBF. Il  défend victorieusement sa ceinture contre Axel Schulz le 22 avril 1995, en gagnant par décision majoritaire des juges Il remporte également la ceinture mineure World Boxing Union (WBU).
Il est destitué de son titre IBF pour ne pas avoir accordé une revanche à Schulz, mais bat l'Américain invaincu en 20 combats Crawford Grimsley par décision unanime des juges le 3 novembre 1996 à Tokyo, remportant également la ceinture mineure IBA. Le 26 avril 1997, à 48 ans, il combat Lou Savarese et l'emporte par décision partagée des juges.
Son dernier combat aura lieu le 22 novembre 1997 contre Shannon Briggs, de 22 ans son cadet. Il est battu aux points par décision majoritaire, malgré le scepticisme de beaucoup d'observateurs ayant vu Foreman gagner. Foreman cependant sourira à l'annonce de cette décision et ne la contestera pas, au contraire de ses promoteurs. En janvier 1999, il aurait dû affronter l'ancien champion du monde Larry Holmes, l'année de leurs cinquantièmes anniversaires respectifs, mais le combat sera annulé à la suite de problèmes financiers avec le promoteur.

### Mort
Le 22 mars 2025, sa famille annonce à travers une publication Instagram que Georges Foreman est « décédé paisiblement le 21 mars 2025, entouré de ses proches » à l'âge de 76 ans,. « Il était une force du bien, un homme de discipline, de conviction, un protecteur de son héritage, qui s'est battu sans relâche pour préserver son nom, pour sa famille » ajoute sa famille,. Véritable légende de sa discipline, il avait notamment décroché deux titres de champion du monde et un titre olympique, remportant 76 de ses 81 combats chez les professionnels,.
Père de douze enfants, il prénomme ses cinq fils George.

## Style et postérité
Boxeur au physique imposant, George Foreman s'appuie essentiellement sur sa grande force de frappe. Sa garde de bras en avant semble peu classique mais s'avère efficace (Mohamed Ali l'a comparé à une momie). Ses crochets et ses uppercuts ont provoqué certains des plus spectaculaires KO des années 1970, mais Foreman n'hésite pas non plus à utiliser son jab qu'il enchaîne avec un coup plus lourd, combinaison efficace spécialement lorsqu'il s'appuie franchement sur un gant de son adversaire pour se créer une ouverture[pas clair]. Foreman se distingue également par sa capacité à encaisser les coups (il n'a été mis KO qu'une seule fois chez les amateurs et une fois chez les professionnels par Mohamed Ali) et surtout par son endurance, au départ son principal point faible qu'il tournera habilement comme l'un de ses plus sérieux avantages.
Médaillé d'or olympique, double champion du monde, avec 81 combats, 76 victoires (68 KO) et 5 défaites (1 KO), il est l'un des meilleurs puncheurs de l'histoire de ce sport et fait partie du club très fermé des champions qui ont réalisé plus de 50 KO. Foreman est surtout célèbre pour son parcours singulier, son record surprenant de plus vieux champion et son retour parfaitement réussi. Marié à plusieurs reprises, père de douze enfants (dont cinq fils tous prénommés George), il est aussi devenu un chef d'entreprise prospère qui a vendu son grill à travers le monde. Il a aussi écrit quelques livres de cuisine. Il a été également pasteur.
En 1989, Foreman est aux côtés de Frazier, Ali, Norton et Holmes dans le documentaire Champions forever où il apparaît très modeste et évoque avec plaisir nombre d'anecdotes de ses combats.
En 2001, ses combats contre Ali et Frazier sont mis en scène par Michael Mann dans le film Ali (Charles Shufford (en) incarne Foreman, Will Smith Ali et James Toney Frazier).
Un film biographique, Big George Foreman, est sorti en 2023.

## Distinctions
- George Foreman est élu boxeur de l'année en 1973 et 1976 par Ring Magazine.
- Foreman - Frazier élu combat de l'année en 1973.
- Ali - Foreman élu combat de l'année en 1974.
- Foreman - Lyle élu combat de l'année en 1976.
- Young - Foreman élu combat de l'année en 1977.
- Le KO de Foreman sur Michael Moorer élu KO de l'année en 1994.
- Le come-back de Foreman élu come-back de l'année en 1994.
- Il est membre de l'International Boxing Hall of Fame (IBHOF) depuis 2003.

## Filmographie
- 1975 : L'Homme qui valait trois milliards (The Six Million Dollar Man) de Richard Irving : Marcus Grayson (épisode : Look Alike)
- 1976 : Sanford and Son de Norman Lear et Bud Yorkin : lui-même (épisode : The Director)
- 1992 : Papa bricole (Home Improvement) de Carmen Finestra et David McFadzean : lui-même (épisode : Unchained Malady)
- 1993 : George de Norma Safford Vela : George Foster (série sur ABC)
- 2003 : Les Rois du Texas (King of the Hill) de Mike Judge et Greg Daniels : lui-même (voix, épisode : Boxing Luann)
- 2013 : Américars (Fast N' Loud) : lui-même (épisode : Cool Customline)
- 2022 : The Masked Singer : Venus Fly Trap (épisode : Hall Of Fame Night)